# Long Hot Summer
Long Hot Summer – pierwszy singel Girls Aloud z ich trzeciego studyjnego albumu Chemistry. Dotarł do miejsca #7 w Wielkiej Brytanii oraz do miejsca #16 w Irlandii. Wydany 22 sierpnia 2005 roku, w Wielkiej Brytanii sprzedał się w ilości 52 tysięcy egzemplarzy.

## Lista utworów
| #                   | Tytuł                                        | Długość |
| ------------------- | -------------------------------------------- | ------- |
| UK CD single 1      |                                              |         |
| 1.                  | "Long Hot Summer"                            | 3:52    |
| 2.                  | "Love Machine" [Live at Hammersmith Apollo]  | 4:55    |
| UK CD single 2      |                                              |         |
| 1.                  | "Long Hot Summer"                            | 3:52    |
| 2.                  | "Long Hot Summer" [Benitez Beats]            | 5:12    |
| 3.                  | "Real Life" [Live at Hammersmith Apollo]     | 3:52    |
| 4.                  | "Long Hot Summer" [Video]                    | 3:59    |
| 5.                  | "Long Hot Summer" [Karaoke Video]            | 3:59    |
| 6.                  | "Long Hot Summer" [Game]                     |         |
| 7.                  | "Long Hot Summer" [Ringtone]                 |         |
| UK Vinyl single 3   |                                              |         |
| 1.                  | "Long Hot Summer"                            | 3:52    |
| 2.                  | "Long Hot Summer" [Tony Lamezma Rides Again] | 7:12    |
| 3.                  | "Jump" [Almighty Remix]                      | 7:34    |
| UK iTunes exclusive |                                              |         |
| 1.                  | "Long Hot Summer" [Live at G-A-Y]            | 3:52    |

## Pozycje na listach
| Lista (2005)         | Najwyższa pozycja |
| -------------------- | ----------------- |
| UK Singles Chart     | 7                 |
| Irish Singles Chart  | 16                |
| Poland Singles Chart | 90                |